# Mariestads skärgård

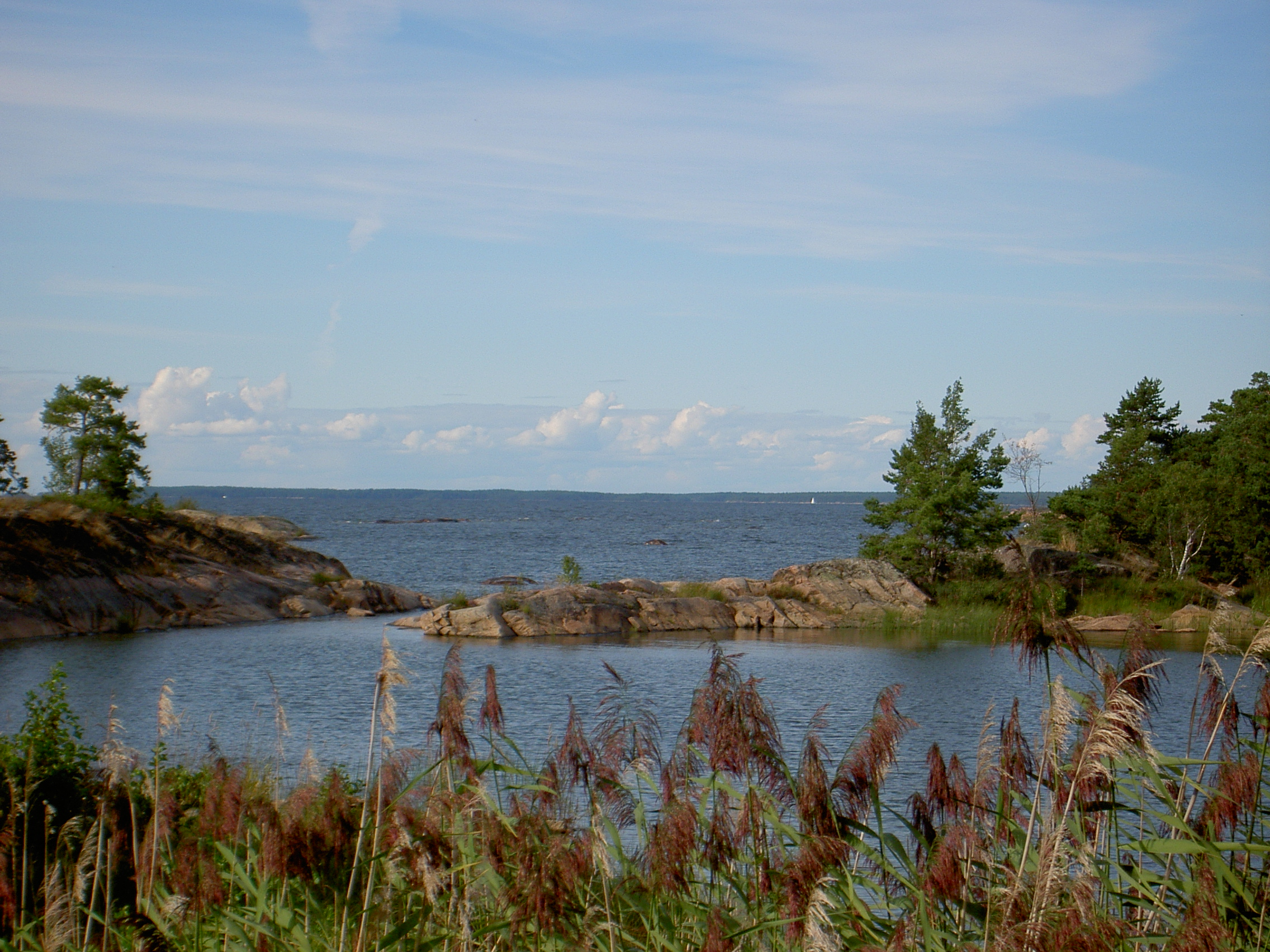
Mariestads skärgård.

Mariestads skärgård är en skärgård belägen i Vänern nord/nordväst om Mariestad. De största öarna är Torsö och Brommö. Till Torsö kommer man lätt med bro, medan man för att komma till Brommö dessutom måste ta en färja. Övriga öar i skärgården inkluderar bl.a. Dillö, Onsö, Hovden och Kalvöarna.